# Ksar El Hirane
Ksar El Hirane (em árabe: قصر الحيران) é uma cidade e comuna localizada na província de Laghouat, Argélia. Segundo o censo de 2008, a população total da cidade era de 23 841 habitantes.